# 14e étape du Tour d'Espagne 2024
Pour un article plus général, voir Tour d'Espagne 2024.
La 14e étape du Tour d'Espagne 2024 se déroule le samedi 31 août 2024 entre Villafranca del Bierzo et Villablino en Castille-et-León, sur une distance de 199 km. Elle a été remportée au sprint par l'Australien Kaden Groves (Alpecin-Deceuninck).

## Parcours
Partant de Villafranca del Bierzo, cette étape est surtout marquée en fin de parcours par la longue ascension (23 km) du Puerto de Leitariegos (col de 1re catégorie, altitude de 1 528 m) puis la descente de 16 km vers l'arrivée à Villablino.

## Déroulement de la course
Victor Campenaerts (Lotto Dstny), Xandro Meurisse (Alpecin-Deceuninck), Isaac Del Toro (UAE Team Emirates), Jhonatan Narváez (INEOS Grenadiers), Marco Frigo (Israël – Premier Tech) et Harold Tejada (Astana) sont les six échappés de l'étape. Dès les premières pentes du Puerto de Leitariegos, la dernière montée du jour, Narváez, Frigo et Tejada distancent leurs compagnons d’échappée mais sont repris avant le sommet par le peloton. Au bas de la descente, l'arrivée se joue au sprint. Kaden Groves lance son sprint avec le maillot vert Wout van Aert dans sa roue mais résiste au Belge et remporte ainsi un second succès sur la Vuelta 2024.

## Résultats

### Classement de l'étape
| \| Classement de l'étape \| Classement de l'étape \| Classement de l'étape \| Classement de l'étape \| Classement de l'étape \| \| Coureur \| Coureur \| Pays \| Équipe \| Temps \| \| --------------------- \| --------------------- \| --------------------- \| -------------------------- \| --------------------- \| \| 1er \| Kaden Groves \| Australie \| Alpecin-Deceuninck \| 4 h 21 min 34 s \| \| 2e \| Wout van Aert \| Belgique \| Team Visma \\| Lease a Bike \| + 0 s \| \| 3e \| Corbin Strong \| Nouvelle-Zélande \| Israel-Premier Tech \| + 0 s \| \| 4e \| Mathias Vacek \| Tchéquie \| Lidl-Trek \| + 0 s \| \| 5e \| Pau Miquel \| Espagne \| Equipo Kern Pharma \| + 0 s \| \| 6e \| Filippo Baroncini \| Italie \| UAE Team Emirates \| + 0 s \| \| 7e \| Simon Guglielmi \| France \| Arkéa-B&B Hotels \| + 0 s \| \| 8e \| Arjen Livyns \| Belgique \| Lotto Dstny \| + 0 s \| \| 9e \| Xabier Berasategi \| Espagne \| Euskaltel-Euskadi \| + 0 s \| \| 10e \| Carlos Canal \| Espagne \| Movistar Team \| + 0 s \| |                   |                  |                            |                 |
| |                   |                  |                            |                 |
| Source : ProCyclingStats |                   |                  |                            |                 |
| Classement de l'étape |                   |                  |                            |                 |
| Coureur | Coureur           | Pays             | Équipe                     | Temps           |
| 1er | Kaden Groves      | Australie        | Alpecin-Deceuninck         | 4 h 21 min 34 s |
| 2e | Wout van Aert     | Belgique         | Team Visma \| Lease a Bike | + 0 s           |
| 3e | Corbin Strong     | Nouvelle-Zélande | Israel-Premier Tech        | + 0 s           |
| 4e | Mathias Vacek     | Tchéquie         | Lidl-Trek                  | + 0 s           |
| 5e | Pau Miquel        | Espagne          | Equipo Kern Pharma         | + 0 s           |
| 6e | Filippo Baroncini | Italie           | UAE Team Emirates          | + 0 s           |
| 7e | Simon Guglielmi   | France           | Arkéa-B&B Hotels           | + 0 s           |
| 8e | Arjen Livyns      | Belgique         | Lotto Dstny                | + 0 s           |
| 9e | Xabier Berasategi | Espagne          | Euskaltel-Euskadi          | + 0 s           |
| 10e | Carlos Canal      | Espagne          | Movistar Team              | + 0 s           |

### Points attribués pour le classement par points
| Sprint intermédiaire Cangas del Narcea (km 150,5) | Sprint intermédiaire Cangas del Narcea (km 150,5) | Sprint intermédiaire Cangas del Narcea (km 150,5) | Sprint intermédiaire Cangas del Narcea (km 150,5) | Sprint intermédiaire Cangas del Narcea (km 150,5) |
| ------------------------------------------------- | ------------------------------------------------- | ------------------------------------------------- | ------------------------------------------------- | ------------------------------------------------- |
|                                                   | Coureur                                           | Pays                                              | Équipe                                            | Point(s)                                          |
| 1er                                               | Xandro Meurisse                                   | Belgique                                          | Alpecin-Deceuninck                                | 20                                                |
| 2e                                                | Victor Campenaerts                                | Belgique                                          | Lotto Dstny                                       | 17                                                |
| 3e                                                | Harold Tejada                                     | Colombie                                          | Astana Qazaqstan Team                             | 15                                                |
| 4e                                                | Marco Frigo                                       | Italie                                            | Israel-Premier Tech                               | 13                                                |
| 5e                                                | Jhonatan Narváez                                  | Équateur                                          | Ineos Grenadiers                                  | 10                                                |
| modifier                                          |                                                   |                                                   |                                                   |                                                   |

| Arrivée d'étape Villablino (km 200,5) | Arrivée d'étape Villablino (km 200,5) | Arrivée d'étape Villablino (km 200,5) | Arrivée d'étape Villablino (km 200,5) | Arrivée d'étape Villablino (km 200,5) |
| ------------------------------------- | ------------------------------------- | ------------------------------------- | ------------------------------------- | ------------------------------------- |
|                                       | Coureur                               | Pays                                  | Équipe                                | Point(s)                              |
| 1er                                   | Kaden Groves                          | Australie                             | Alpecin-Deceuninck                    | 20                                    |
| 2e                                    | Wout van Aert                         | Belgique                              | Team Visma - Lease a Bike             | 17                                    |
| 3e                                    | Corbin Strong                         | Nouvelle-Zélande                      | Israel-Premier Tech                   | 15                                    |
| 4e                                    | Mathias Vacek                         | République tchèque                    | Lidl-Trek                             | 13                                    |
| 5e                                    | Pau Miquel                            | Espagne                               | Equipo Kern Pharma                    | 11                                    |
| 6e                                    | Filippo Baroncini                     | Italie                                | UAE Team Emirates                     | 10                                    |
| 7e                                    | Simon Guglielmi                       | France                                | Arkéa-B&B Hotels                      | 9                                     |
| 8e                                    | Arjen Livyns                          | Belgique                              | Lotto Dstny                           | 8                                     |
| 9e                                    | Xabier Berasategi                     | Espagne                               | Euskaltel-Euskadi                     | 7                                     |
| 10e                                   | Carlos Canal                          | Espagne                               | Movistar Team                         | 6                                     |
| 11e                                   | Louis Vervaeke                        | Belgique                              | Soudal Quick-Step                     | 5                                     |
| 12e                                   | Gotzon Martín                         | Espagne                               | Euskaltel-Euskadi                     | 4                                     |
| 13e                                   | Felix Engelhardt                      | Allemagne                             | Team Jayco AlUla                      | 3                                     |
| 14e                                   | Quentin Pacher                        | France                                | Groupama-FDJ                          | 2                                     |
| 15e                                   | William Junior Lecerf                 | Belgique                              | Soudal Quick-Step                     | 1                                     |
| modifier                              |                                       |                                       |                                       |                                       |

### Points attribués pour le classement du meilleur grimpeur
| Puerto de Cerredo (km 102,5) 3e catégorie (7 km à 4,6%) | Puerto de Cerredo (km 102,5) 3e catégorie (7 km à 4,6%) | Puerto de Cerredo (km 102,5) 3e catégorie (7 km à 4,6%) | Puerto de Cerredo (km 102,5) 3e catégorie (7 km à 4,6%) | Puerto de Cerredo (km 102,5) 3e catégorie (7 km à 4,6%) |
| ------------------------------------------------------- | ------------------------------------------------------- | ------------------------------------------------------- | ------------------------------------------------------- | ------------------------------------------------------- |
|                                                         | Coureur                                                 | Pays                                                    | Équipe                                                  | Point(s)                                                |
| 1er                                                     | Xandro Meurisse                                         | Belgique                                                | Alpecin-Deceuninck                                      | 3                                                       |
| 2e                                                      | Marco Frigo                                             | Italie                                                  | Israel-Premier Tech                                     | 2                                                       |
| 3e                                                      | Victor Campenaerts                                      | Belgique                                                | Lotto Dstny                                             | 1                                                       |
| modifier                                                |                                                         |                                                         |                                                         |                                                         |

| Puerto de Leitariegos (km 183,9) 1re catégorie (22,8 km à 4,5%) | Puerto de Leitariegos (km 183,9) 1re catégorie (22,8 km à 4,5%) | Puerto de Leitariegos (km 183,9) 1re catégorie (22,8 km à 4,5%) | Puerto de Leitariegos (km 183,9) 1re catégorie (22,8 km à 4,5%) | Puerto de Leitariegos (km 183,9) 1re catégorie (22,8 km à 4,5%) |
| --------------------------------------------------------------- | --------------------------------------------------------------- | --------------------------------------------------------------- | --------------------------------------------------------------- | --------------------------------------------------------------- |
|                                                                 | Coureur                                                         | Pays                                                            | Équipe                                                          | Point(s)                                                        |
| 1er                                                             | Wout van Aert                                                   | Belgique                                                        | Team Visma - Lease a Bike                                       | 10                                                              |
| 2e                                                              | Mattia Cattaneo                                                 | Italie                                                          | Soudal Quick-Step                                               | 6                                                               |
| 3e                                                              | Mikel Landa                                                     | Espagne                                                         | Soudal Quick-Step                                               | 4                                                               |
| 4e                                                              | Enric Mas                                                       | Espagne                                                         | Movistar Team                                                   | 2                                                               |
| 5e                                                              | Richard Carapaz                                                 | Équateur                                                        | EF Education-EasyPost                                           | 1                                                               |
| modifier                                                        |                                                                 |                                                                 |                                                                 |                                                                 |

### Bonifications
|   | Coureur            | Pays     | Équipe                | Secondes |
| - | ------------------ | -------- | --------------------- | -------- |
| 1 | Xandro Meurisse    | Belgique | Alpecin-Deceuninck    | 6 s      |
| 2 | Victor Campenaerts | Belgique | Lotto Dstny           | 4 s      |
| 3 | Harold Tejada      | Colombie | Astana Qazaqstan Team | 2 s      |

|   | Coureur       | Pays             | Équipe                    | Secondes |
| - | ------------- | ---------------- | ------------------------- | -------- |
| 1 | Kaden Groves  | Australie        | Alpecin-Deceuninck        | 10 s     |
| 2 | Wout van Aert | Belgique         | Team Visma - Lease a Bike | 6 s      |
| 3 | Corbin Strong | Nouvelle-Zélande | Israel-Premier Tech       | 4 s      |

### Prix de la combativité
- Jhonatan Narváez (Ineos Grenadiers)

## Classements à l'issue de l'étape

### Classement général
| \| Classement général \| Classement général \| Classement général \| Classement général \| Classement général \| \| Coureur \| Coureur \| Pays \| Équipe \| Temps \| \| ------------------ \| ------------------ \| ------------------ \| -------------------------- \| ------------------ \| \| 1er \| Ben O'Connor \| Australie \| Decathlon-AG2R La Mondiale \| 56 h 31 min 49 s \| \| 2e \| Primož Roglič \| Slovénie \| Red Bull-Bora-Hansgrohe \| + 1 min 21 s \| \| 3e \| Enric Mas \| Espagne \| Movistar Team \| + 3 min 01 s \| \| 4e \| Richard Carapaz \| Équateur \| EF Education-EasyPost \| + 3 min 13 s \| \| 5e \| Mikel Landa \| Espagne \| Soudal Quick-Step \| + 3 min 20 s \| \| 6e \| Carlos Rodríguez \| Espagne \| Ineos Grenadiers \| + 4 min 12 s \| \| 7e \| Florian Lipowitz \| Allemagne \| Red Bull-Bora-Hansgrohe \| + 4 min 29 s \| \| 8e \| Felix Gall \| Autriche \| Decathlon-AG2R La Mondiale \| + 4 min 42 s \| \| 9e \| David Gaudu \| France \| Groupama-FDJ \| + 4 min 44 s \| \| 10e \| Adam Yates \| Royaume-Uni \| UAE Team Emirates \| + 5 min 17 s \| |                  |             |                            |                  |
| |                  |             |                            |                  |
| Source : ProCyclingStats |                  |             |                            |                  |
| Classement général |                  |             |                            |                  |
| Coureur | Coureur          | Pays        | Équipe                     | Temps            |
| 1er | Ben O'Connor     | Australie   | Decathlon-AG2R La Mondiale | 56 h 31 min 49 s |
| 2e | Primož Roglič    | Slovénie    | Red Bull-Bora-Hansgrohe    | + 1 min 21 s     |
| 3e | Enric Mas        | Espagne     | Movistar Team              | + 3 min 01 s     |
| 4e | Richard Carapaz  | Équateur    | EF Education-EasyPost      | + 3 min 13 s     |
| 5e | Mikel Landa      | Espagne     | Soudal Quick-Step          | + 3 min 20 s     |
| 6e | Carlos Rodríguez | Espagne     | Ineos Grenadiers           | + 4 min 12 s     |
| 7e | Florian Lipowitz | Allemagne   | Red Bull-Bora-Hansgrohe    | + 4 min 29 s     |
| 8e | Felix Gall       | Autriche    | Decathlon-AG2R La Mondiale | + 4 min 42 s     |
| 9e | David Gaudu      | France      | Groupama-FDJ               | + 4 min 44 s     |
| 10e | Adam Yates       | Royaume-Uni | UAE Team Emirates          | + 5 min 17 s     |

| Classement par points | Classement par points | Classement par points | Classement par points      | Classement par points |
| Coureur               | Coureur               | Pays                  | Équipe                     | Points                |
| --------------------- | --------------------- | --------------------- | -------------------------- | --------------------- |
| 1er                   | Wout van Aert         | Belgique              | Team Visma \| Lease a Bike | 291 pts               |
| 2e                    | Kaden Groves          | Australie             | Alpecin-Deceuninck         | 182 pts               |
| 3e                    | Harold Tejada         | Colombie              | Astana Qazaqstan Team      | 95 pts                |
| 4e                    | Pavel Bittner         | Tchéquie              | Team dsm-firmenich PostNL  | 81 pts                |
| 5e                    | Pablo Castrillo       | Espagne               | Equipo Kern Pharma         | 73 pts                |
| 6e                    | Mathias Vacek         | Tchéquie              | Lidl-Trek                  | 70 pts                |
| 7e                    | Ben O'Connor          | Australie             | Decathlon-AG2R La Mondiale | 68 pts                |
| 8e                    | Jhonatan Narváez      | Équateur              | Ineos Grenadiers           | 67 pts                |
| 9e                    | Primož Roglič         | Slovénie              | Red Bull-Bora-Hansgrohe    | 66 pts                |
| 10e                   | Corbin Strong         | Nouvelle-Zélande      | Israel-Premier Tech        | 64 pts                |

| Classement par points | Classement par points | Classement par points | Classement par points      | Classement par points |
| Coureur               | Coureur               | Pays                  | Équipe                     | Points                |
| --------------------- | --------------------- | --------------------- | -------------------------- | --------------------- |
| 1er                   | Wout van Aert         | Belgique              | Team Visma \| Lease a Bike | 291 pts               |
| 2e                    | Kaden Groves          | Australie             | Alpecin-Deceuninck         | 182 pts               |
| 3e                    | Harold Tejada         | Colombie              | Astana Qazaqstan Team      | 95 pts                |
| 4e                    | Pavel Bittner         | Tchéquie              | Team dsm-firmenich PostNL  | 81 pts                |
| 5e                    | Pablo Castrillo       | Espagne               | Equipo Kern Pharma         | 73 pts                |
| 6e                    | Mathias Vacek         | Tchéquie              | Lidl-Trek                  | 70 pts                |
| 7e                    | Ben O'Connor          | Australie             | Decathlon-AG2R La Mondiale | 68 pts                |
| 8e                    | Jhonatan Narváez      | Équateur              | Ineos Grenadiers           | 67 pts                |
| 9e                    | Primož Roglič         | Slovénie              | Red Bull-Bora-Hansgrohe    | 66 pts                |
| 10e                   | Corbin Strong         | Nouvelle-Zélande      | Israel-Premier Tech        | 64 pts                |

| Classement de la montagne | Classement de la montagne | Classement de la montagne | Classement de la montagne  | Classement de la montagne |
| Coureur                   | Coureur                   | Pays                      | Équipe                     | Points                    |
| ------------------------- | ------------------------- | ------------------------- | -------------------------- | ------------------------- |
| 1er                       | Wout van Aert             | Belgique                  | Team Visma \| Lease a Bike | 46 pts                    |
| 2e                        | Marc Soler                | Espagne                   | UAE Team Emirates          | 23 pts                    |
| 3e                        | Jay Vine                  | Australie                 | UAE Team Emirates          | 23 pts                    |
| 4e                        | Adam Yates                | Royaume-Uni               | UAE Team Emirates          | 22 pts                    |
| 5e                        | Primož Roglič             | Slovénie                  | Red Bull-Bora-Hansgrohe    | 18 pts                    |
| 6e                        | David Gaudu               | France                    | Groupama-FDJ               | 18 pts                    |
| 7e                        | Sylvain Moniquet          | Belgique                  | Lotto Dstny                | 17 pts                    |
| 8e                        | Marco Frigo               | Italie                    | Israel-Premier Tech        | 16 pts                    |
| 9e                        | Pablo Castrillo           | Espagne                   | Equipo Kern Pharma         | 13 pts                    |
| 10e                       | Xandro Meurisse           | Belgique                  | Alpecin-Deceuninck         | 13 pts                    |

| Classement de la montagne | Classement de la montagne | Classement de la montagne | Classement de la montagne  | Classement de la montagne |
| Coureur                   | Coureur                   | Pays                      | Équipe                     | Points                    |
| ------------------------- | ------------------------- | ------------------------- | -------------------------- | ------------------------- |
| 1er                       | Wout van Aert             | Belgique                  | Team Visma \| Lease a Bike | 46 pts                    |
| 2e                        | Marc Soler                | Espagne                   | UAE Team Emirates          | 23 pts                    |
| 3e                        | Jay Vine                  | Australie                 | UAE Team Emirates          | 23 pts                    |
| 4e                        | Adam Yates                | Royaume-Uni               | UAE Team Emirates          | 22 pts                    |
| 5e                        | Primož Roglič             | Slovénie                  | Red Bull-Bora-Hansgrohe    | 18 pts                    |
| 6e                        | David Gaudu               | France                    | Groupama-FDJ               | 18 pts                    |
| 7e                        | Sylvain Moniquet          | Belgique                  | Lotto Dstny                | 17 pts                    |
| 8e                        | Marco Frigo               | Italie                    | Israel-Premier Tech        | 16 pts                    |
| 9e                        | Pablo Castrillo           | Espagne                   | Equipo Kern Pharma         | 13 pts                    |
| 10e                       | Xandro Meurisse           | Belgique                  | Alpecin-Deceuninck         | 13 pts                    |

| Classement du meilleur jeune | Classement du meilleur jeune | Classement du meilleur jeune | Classement du meilleur jeune | Classement du meilleur jeune |
| Coureur                      | Coureur                      | Pays                         | Équipe                       | Temps                        |
| ---------------------------- | ---------------------------- | ---------------------------- | ---------------------------- | ---------------------------- |
| 1er                          | Carlos Rodríguez             | Espagne                      | Ineos Grenadiers             | 56 h 36 min 01 s             |
| 2e                           | Florian Lipowitz             | Allemagne                    | Red Bull-Bora-Hansgrohe      | + 17 s                       |
| 3e                           | Mattias Skjelmose            | Danemark                     | Lidl-Trek                    | + 1 min 12 s                 |
| 4e                           | Matthew Riccitello           | États-Unis                   | Israel-Premier Tech          | + 36 min 04 s                |
| 5e                           | Mauri Vansevenant            | Belgique                     | Soudal Quick-Step            | + 53 min 00 s                |
| 6e                           | Max Poole                    | Royaume-Uni                  | Team dsm-firmenich PostNL    | + 56 min 12 s                |
| 7e                           | Giovanni Aleotti             | Italie                       | Red Bull-Bora-Hansgrohe      | + 1 h 04 min 09 s            |
| 8e                           | Isaac Del Toro               | Mexique                      | UAE Team Emirates            | + 1 h 09 min 35 s            |
| 9e                           | Valentin Paret-Peintre       | France                       | Decathlon-AG2R La Mondiale   | + 1 h 10 min 39 s            |
| 10e                          | William Junior Lecerf        | Belgique                     | Soudal Quick-Step            | + 1 h 11 min 48 s            |

| Classement du meilleur jeune | Classement du meilleur jeune | Classement du meilleur jeune | Classement du meilleur jeune | Classement du meilleur jeune |
| Coureur                      | Coureur                      | Pays                         | Équipe                       | Temps                        |
| ---------------------------- | ---------------------------- | ---------------------------- | ---------------------------- | ---------------------------- |
| 1er                          | Carlos Rodríguez             | Espagne                      | Ineos Grenadiers             | 56 h 36 min 01 s             |
| 2e                           | Florian Lipowitz             | Allemagne                    | Red Bull-Bora-Hansgrohe      | + 17 s                       |
| 3e                           | Mattias Skjelmose            | Danemark                     | Lidl-Trek                    | + 1 min 12 s                 |
| 4e                           | Matthew Riccitello           | États-Unis                   | Israel-Premier Tech          | + 36 min 04 s                |
| 5e                           | Mauri Vansevenant            | Belgique                     | Soudal Quick-Step            | + 53 min 00 s                |
| 6e                           | Max Poole                    | Royaume-Uni                  | Team dsm-firmenich PostNL    | + 56 min 12 s                |
| 7e                           | Giovanni Aleotti             | Italie                       | Red Bull-Bora-Hansgrohe      | + 1 h 04 min 09 s            |
| 8e                           | Isaac Del Toro               | Mexique                      | UAE Team Emirates            | + 1 h 09 min 35 s            |
| 9e                           | Valentin Paret-Peintre       | France                       | Decathlon-AG2R La Mondiale   | + 1 h 10 min 39 s            |
| 10e                          | William Junior Lecerf        | Belgique                     | Soudal Quick-Step            | + 1 h 11 min 48 s            |

| Classement par équipes | Classement par équipes     | Classement par équipes | Classement par équipes |
| Équipe                 | Équipe                     | Pays                   | Temps                  |
| ---------------------- | -------------------------- | ---------------------- | ---------------------- |
| 1re                    | UAE Team Emirates          | Émirats arabes unis    | 169 h 13 min 55 s      |
| 2e                     | Red Bull-Bora-Hansgrohe    | Allemagne              | + 38 min 29 s          |
| 3e                     | Decathlon-AG2R La Mondiale | France                 | + 48 min 39 s          |
| 4e                     | Team Visma \| Lease a Bike | Pays-Bas               | + 1 h 03 min 11 s      |
| 5e                     | Israel-Premier Tech        | Israël                 | + 1 h 03 min 32 s      |
| 6e                     | Lidl-Trek                  | États-Unis             | + 1 h 13 min 25 s      |
| 7e                     | Ineos Grenadiers           | Royaume-Uni            | + 1 h 14 min 04 s      |
| 8e                     | Groupama-FDJ               | France                 | + 1 h 14 min 24 s      |
| 9e                     | Soudal Quick-Step          | Belgique               | + 1 h 19 min 39 s      |
| 10e                    | Equipo Kern Pharma         | Espagne                | + 1 h 49 min 07 s      |

| Classement par équipes | Classement par équipes     | Classement par équipes | Classement par équipes |
| Équipe                 | Équipe                     | Pays                   | Temps                  |
| ---------------------- | -------------------------- | ---------------------- | ---------------------- |
| 1re                    | UAE Team Emirates          | Émirats arabes unis    | 169 h 13 min 55 s      |
| 2e                     | Red Bull-Bora-Hansgrohe    | Allemagne              | + 38 min 29 s          |
| 3e                     | Decathlon-AG2R La Mondiale | France                 | + 48 min 39 s          |
| 4e                     | Team Visma \| Lease a Bike | Pays-Bas               | + 1 h 03 min 11 s      |
| 5e                     | Israel-Premier Tech        | Israël                 | + 1 h 03 min 32 s      |
| 6e                     | Lidl-Trek                  | États-Unis             | + 1 h 13 min 25 s      |
| 7e                     | Ineos Grenadiers           | Royaume-Uni            | + 1 h 14 min 04 s      |
| 8e                     | Groupama-FDJ               | France                 | + 1 h 14 min 24 s      |
| 9e                     | Soudal Quick-Step          | Belgique               | + 1 h 19 min 39 s      |
| 10e                    | Equipo Kern Pharma         | Espagne                | + 1 h 49 min 07 s      |

### Sanctions au classement UCI
|  |

| Coureur           | Pays     | Équipe                    | Points      |
| ----------------- | -------- | ------------------------- | ----------- |
| Steven Kruijswijk | Pays-Bas | Team Visma - Lease a Bike | - 25 points |

## Abandons
Un coureur a abandonné au cours de l'étape : 
- Rubén Fernández (Cofidis) : non-partant